# Torgöl (Gärdserums socken, Småland)
Torgöl är en sjö i Åtvidabergs kommun i Småland och ingår i Storåns huvudavrinningsområde.